# رافاييل بارايبا
رافاييل بارايبا هو لاعب كرة قدم برازيلي في مركز الهجوم، ولد في 3 فبراير 1989 في بارايبا في البرازيل. لعب مع غريميو بورتو أليغرينزي ومرسين إيدمانيوردو ونادي برازيل دي بيلوتاس ونادي فلومينينسي دي فييرا وهايدوك سبليت.

## وصلات خارجية
- رافاييل بارايبا على موقع اتحاد تركيا (لاعب) (الإنجليزية)
- رافاييل بارايبا على موقع عالم كرة القدم.نت (الإنجليزية)